# جاستن هارتفيغ
جاستن هارتفيغ (بالإنجليزية: Justin Hartwig)‏ هو لاعب كرة قدم أمريكية أمريكي، ولد في 21 نوفمبر 1978 في مانكاتو في الولايات المتحدة.

## وصلات خارجية
- جاستن هارتفيغ على موقع مرجع كرة القدم المحترفة.كوم (الإنجليزية)